# Straškov-Vodochody
Straškov-Vodochody   ist eine Gemeinde in Tschechien. Sie liegt sieben Kilometer südlich von Roudnice nad Labem und gehört zum Okres Litoměřice.

## Geographie
Das Dorf befindet sich auf der Böhmischen Tafel am Bach Čepel. Vier Kilometer nordöstlich erhebt sich der Berg Říp, im Westen liegen mehrere Sandgruben. Am östlichen Ortsrand von Straškov-Vodochody führt die Trasse der Autobahn D8/Europastraße 55 vorbei, die nächste Abfahrt 29 „Roudnice“ liegt im Norden. Durch den Ort verläuft die Staatsstraße 608 zwischen Terezín und Veltrusy. In Straškov-Vodochody kreuzen sich die Eisenbahnstrecken Libochovice – Kralupy nad Vltavou und Roudnice nad Labem – Louny.
Nachbarorte sind Kleneč im Norden, Vražkov im Nordosten, Mnetěš im Osten, Ledčice im Südosten, Loucká im Süden, Hospozínek und Radešínek im Südwesten, Bříza im Westen sowie Račiněves im Nordwesten.

## Geschichte
Vodochody wurde im Jahre 999 bei der Stiftung des Klosters Ostrov durch Boleslav II. erstmals erwähnt.
Erste Nachrichten über Straškov stammen aus dem Jahre 1271. Der Ort entstand wahrscheinlich im 13. Jahrhundert, die Pfarrkirche etwa 100 Jahre später. 1429 überschrieb der bischöfliche Administrator Konrad von Zwole Straškov an Jan Firšic von Nabdín. Unter den Firšic von Nabdín wurde der Ort später an die Herrschaft Beškovice angeschlossen. 1865 wurde in Straškov die Schule eingerichtet und das Dorf war Pfarr- und Schulort für die Dörfer der Umgebung.
Am 1. Jänner 1950 wurden die unmittelbar nebeneinander liegenden Dörfer zur Gemeinde Straškov-Vodochody zusammengeschlossen, wobei anfänglich auch eine Umbenennung in den Phantasienamen Švermov gedacht war.

## Gemeindegliederung
Die Gemeinde Straškov-Vodochody besteht aus den Ortsteilen Straškov (Straschkow, auch Strasskow) und Vodochody (Wodochau), die zugleich auch Katastralbezirke bilden.

## Sehenswürdigkeiten
- Kirche St. Wenzel in Straškov, gotischer Bau aus dem 14. Jahrhundert.